# Gephyromantis malagasius
Espèce
Synonymes
- Microphryne malagasia Methuen & Hewitt, 1913
- Mantidactylus malagasius (Methuen & Hewitt, 1913)

Statut de conservation UICN

 LC  : Préoccupation mineure
Gephyromantis malagasius est une espèce d'amphibiens de la famille des Mantellidae.

## Répartition

Aire de répartition de Gephyromantis malagasius.

Cette espèce est endémique de Madagascar. Elle se rencontre du niveau de la mer jusqu'à 1 500 m d'altitude de la presqu'île de Masoala jusqu'au parc national de Ranomafana.

## Description
Gephyromantis malagasius mesure environ 20 à 25 mm. Son dos est de couleur brune.

## Publication originale
- Methuen & Hewitt, 1913 : On a collection of Batrachia from Madagascar made during the year 1911. Annals of the Transvaal Museum, vol. 4, no 2, p. 49-64 (texte intégral).